# قارقولو
قارقولو (ترکی آذربایجانی: Qarqulu) یک منطقهٔ مسکونی در جمهوری آرتساخ است که در استان کاشاتاق واقع شده‌است.